# 山田均 (東南アジア学者)
山田 均（やまだ ひとし、1959年7月 - ）は、日本の宗教学者、僧侶。武蔵野大学名誉教授、浄土真宗本願寺派東京仏教学院講師。元名桜大学教授。専門は、東南アジア仏教史。

## 人物
東京都練馬区出身。早稲田中学校・高等学校を経て、早稲田大学第一文学部に進学。サンスクリットと仏教学を平川彰教授に師事。1983年同学部東洋哲学科卒業。
大学院進学後は東洋学を福井文雅教授に、タイ仏教を石井米雄京大教授に師事。タイに留学してクメール碑文をウライスィー・ウォーラッサリン教授に師事。
タイの壷やタイの鍵など、軽妙なエッセイでも知られる。
無外流居合兵道皆伝免許の他、富木流合気道、小笠原流弓馬術、講道館柔道を学ぶ。ピアノは大藪祐歌（ピアニスト、リスト･バルトーク国際コンクール優勝）に師事。浄土真宗本願寺派教師。

## 略歴
- 1983年　早稲田大学第一文学部東洋哲学科卒業[1]
- 1986年-1987年　バンコクのワット・ボウォーンニウェート寺にて出家
- 1988年　早稲田大学大学院文学研究科博士前期課程修了[1]
- 1991年　早稲田大学大学院文学研究科博士後期課程　単位取得退学
- 1991年　日本学術振興会特別研究員PD[1]
- 1994年　名桜大学国際学部助教授[1]
- 1999年　日本学術振興会バンコク研究連絡センター長[1]
- 2005年　博士（文学）（早稲田大学）[1]
- 2008年　名桜大学国際学群教授[1]
- 2018年　武蔵野大学教授[1]・学外学修推進センター長[1]
- 2025年　武蔵野大学名誉教授

## 主要論文・著書
タンマユット派の研究（五曜書房）
- タンマユット運動の発生（「東洋の思想と宗教」6号）
- タンマユット運動の発展（「東南アジア歴史と文化」20号）
- タイ国法における僧団の位置（「パーリ学仏教文化学」6号）
- タイ－自由と情熱の仏教徒たち－（著書）（1997年10月　三修社）
- やさしいタイ語会話（著書）（1996年5月　ユニコム）
- タンマユット派の成立（『東方学の新視点』 五曜書房）
- タンマユット派の確立（春秋社）
- タイを歩く（著書）（1990年　YOU出版）
- トムヤム生活 タイの壺（著書）（1996年　トラベルジャーナル）
- トムヤム生活 タイの鍵（著書）（1997年　トラベルジャーナル）
- 世界の食文化 タイ（著書）（2004年　農文協）
- タイ語のかたち（著書）（2002年　白水社）
- NHKテレビ アジア語楽紀行 旅するタイ語（監修）（2006年　日本放送出版協会）
- タイ語の耳（2006年　白水社）
- タイ語の目（2006年　白水社）

## 受賞歴
- 小野梓記念学術賞（1988）[1]